# Sara Oppenheimer

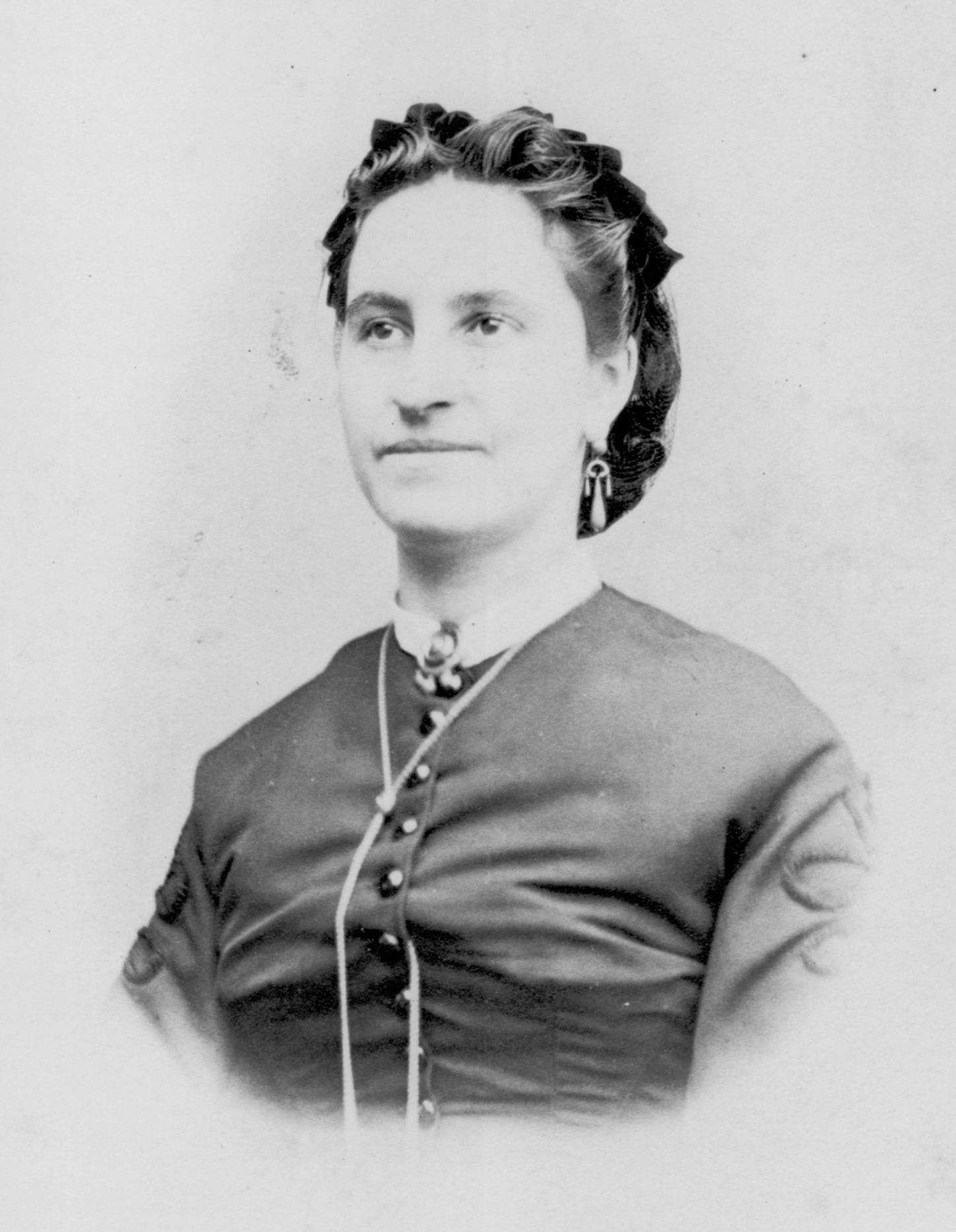
Sara Oppenheimer

Sara Oppenheimer (* 4. Oktober 1844 in Esens; † 15. Dezember 1906 in Mainz) war eine deutsche Opernsängerin.

## Leben
Sie war die Tochter des Schlachters, Viehhändlers und Lichterziehers David Oppenheimer und dessen Frau Regine geb. Abrahamssohn. Der Vater spielte im Musikkorps der Esenser Schützenkompanie, in der er trotz seiner jüdischen Herkunft als Musiker akzeptiert wurde. Trotz der Einschränkungen durch ihre Religion erhielt die talentierte Tochter einen Musikunterricht.
Die außergewöhnliche Stimme fiel auf und 1863 gelangte sie nach Frankfurt am Main, wo sie zunächst für Gastrollen verpflichtet wurde. Musikdirektor Ignatz Lachner vom Frankfurter Stadttheater verschaffte ihr ein mehr als zehnjähriges Engagement am Stadttheater, wo sie in vielen Paraderollen der Bühnenproduktionen brillierte, wie in Hochzeit des Figaro (Gräfin Almaviva) von Wolfgang Amadeus Mozart, Giuseppe Verdis Troubadur (Azucena) und Carl Maria von Webers Freischütz (Agathe). Auch Richard Wagners Der fliegende Holländer (Mary) und Lohengrin (Ortrud) gehörten zu ihren Rollen, ebenso wie französische und italienische Opern. Auftritte hatte sie auch außerhalb von Frankfurt.
Bald wurde große Opernhäuser auf Sara Oppenheimer aufmerksam, sie widerstand aber Abwerbungsversuchen des Hofoperntheaters Wien 1872 und der Oper Berlin.
1864 wollte sie ein Konzert in ihrer Heimatstadt Esens in der dortigen ev.-luth. Kirche geben. Durch den Protest einiger Gemeindeglieder, dass Sara nicht aus reiner Liebe zu ihrer Vaterstadt, sondern aus „Gewinnsucht“ singen wollte, zogen die Kirchenvorsteher ihre vorher gegebenen Unterschriften wieder zurück. Dass Sara Oppenheimer von ihrer Frankfurter Gage und ihren Einkünften aus Konzerten leben musste und deshalb für ihre Leistungen und Fahrtkosten (auch in Esens) ein Honorar erwarten durfte, war den Herren nicht klar.
Diese Haltung kann man als frauenfeindlich bezeichnen oder mit dem im letzten Viertel des 19. Jahrhunderts beginnenden Antisemitismus in Verbindung bringen. Das Konzert fand in dem Saal einer Gaststätte statt.
Richard Wagner, antisemitisch eingestellt, zollte ihr aber in der Öffentlichkeit seinen Respekt und wollte sie 1874 für das im Bau befindliche Festspielhaus in Bayreuth gewinnen, was Sara Oppenheimer aber ebenfalls ablehnte.
Am 31. Dezember 1874 heiratete sie den Mainzer Kaufmann Bernhard Wolf und zog sich nach einer eindrucksvollen Abschlussvorstellung in Frankfurt in das Privatleben zurück und lebte in Mainz, wo sie 1906 starb.

## Ehrungen
2014 wurde eine Straße in Esens nach Sara Oppenheimer benannt. Seit dem 17. Oktober 2021 erinnert Esens mit dem frauenORT Sara Oppenheimer an die Sängerin. Der Landesfrauenrat Niedersachsen zeichnete die Stadt als ersten der frauenORTE Niedersachsen im Landkreis Wittmund aus.